# Bruno Kessler
Bruno Kessler (Peio, 17 febbraio 1924 – Trento, 19 marzo 1991) è stato un politico italiano, presidente della Provincia autonoma di Trento dal 1960 al 1974.

## Biografia
Nato a Cogolo di Pejo nel 1924, ma ha speso la sua infanzia a Vermiglio. Ha ottenuto nel 1943 a Rovereto la maturità classica, e nel 1950 si è laureato in Giurisprudenza all'Università degli Studi di Padova.
È stato dipendente della Banca di Trento e Bolzano fino al 1956 e, dal 1963 al 1991, presidente dell'Istituto Atesino di Sviluppo spa, la finanziaria che all'epoca controllava la banca. Ha intrattenuto un lungo sodalizio politico e di fraterna amicizia con Beniamino Andreatta. Nel 1956 è stato eletto la prima volta al Consiglio della Provincia autonoma di Trento con la Democrazia Cristiana (rimarrà in Consiglio fino al 1976). È stato presidente della Provincia di Trento dal 1960 al 1974. Dal 1974 al 1976 è stato presidente della Regione autonoma Trentino-Alto Adige. Nel 1962 ha fondato l'Istituto trentino di cultura, primo nucleo dell'Università di Trento, di cui è stato presidente fino al 1991. La facoltà di sociologia è stata la prima in ambito pubblico d'Italia in ordine di tempo. Ha sostenuto lo Statuto d'Autonomia del 1972 e il piano urbanistico provinciale. È stato deputato nella VII e nell'VIII legislatura (1976 - 1983) e sottosegretario all'Interno nel Governo Cossiga I (1979 - 1980).
Eletto in Senato nel 1983 e nel 1987. Morì nel 1991 durante la X legislatura; venne sostituito da Alberto Robol.
Nel 2007 l'Istituto trentino di cultura è diventato la Fondazione Bruno Kessler.
Era il marito di Cecilia Tommasoni e padre di Giovanni, Lorenzo, Marina, Chiara e Elisabetta Kessler.